# Freeze (breakdance)

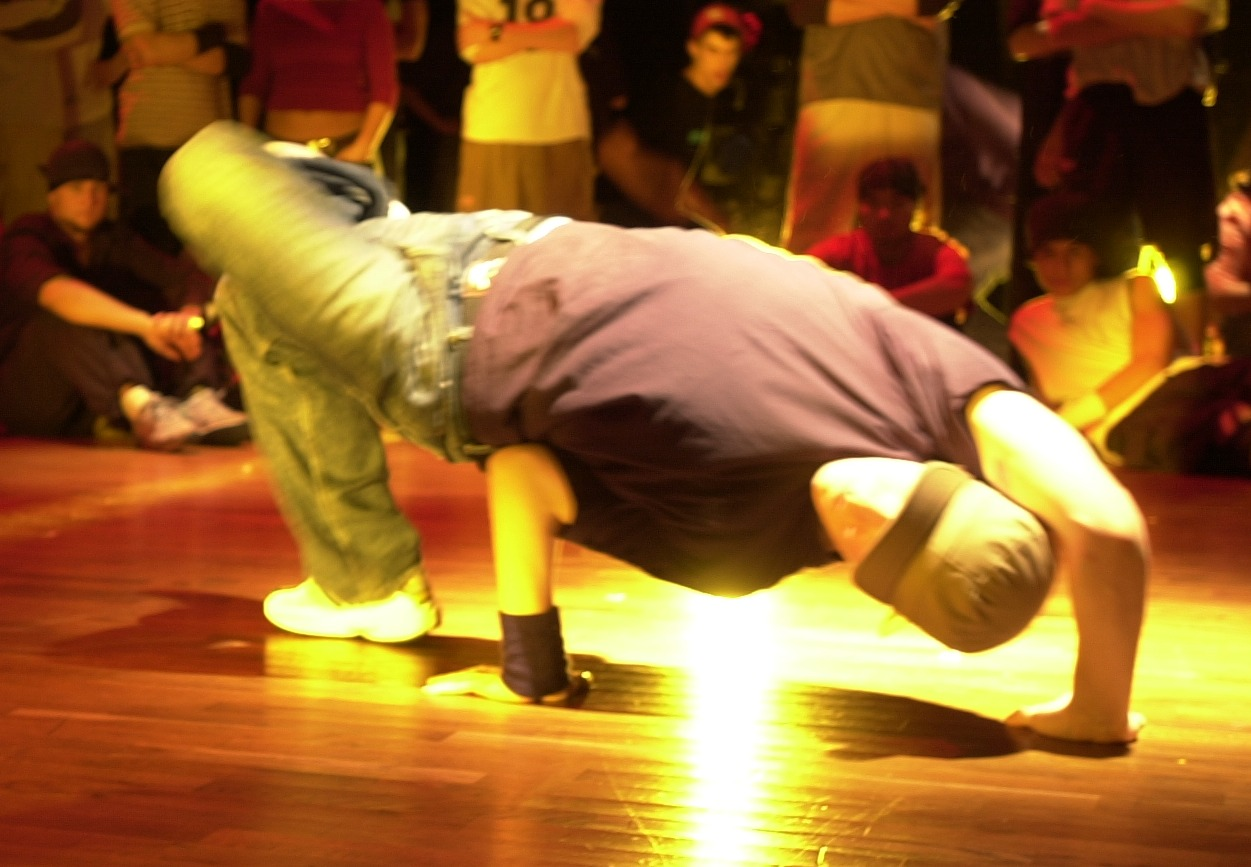
Een zogenaamde chair freeze

Een Freeze is een veelgebruikte move (beweging) bij het breakdancen. Voor de move worden vrijwel altijd de armen gebruikt en het vergt veel spierkracht. De bedoeling is om het lichaam stil te krijgen, oftewel 'bevriezen'. Een freeze wordt meestal als einde van een setje gebruikt.
Sommige freezes worden op de grond gedaan, anderen worden via een handstand uitgevoerd.

## soorten freezes
- babyfreeze
- turtlefreeze
- chair